# Mario Alberti (musicien)
Pour les articles homonymes, voir Mario Alberti et Alberti.
Mario Alberti, né en 1946 et mort le 27 mars 2005, est un trompettiste et enseignant vaudois.

## Biographie
Ancien maçon devenu trompettiste, professeur et organisateur de concerts, Mario Alberti est né le 14 février 1946. Il fait ses classes de trompette à l'école de musique de Nyon et obtient, par la suite, sa virtuosité au Conservatoire de Genève. Il joue dans diverses formations, comme le quatuor BBFC ou l'Orchestre de chambre de Lausanne. 
En 1985, il fonde avec l'aide d'André Besançon, le Collège des cuivres de Suisse romande. Le collège fera environ 40 concerts par année, tant en Suisse qu'à l'étranger. Grand ami de Barnabé, Mario Alberti va souvent faire répéter ses musiciens à Servion. Par la suite, il reprend l'administration de la Schubertiade, dans laquelle il collaborait depuis longtemps. Il s'occupe en parallèle de la programmation du Paléo Festival Nyon dès 1990, moment où la musique classique y est représentée. On le retrouve également comme programmateur des concerts lors de l'Expo 02. Bien qu'il soit un grand passionné de musique classique, Mario Alberti s'est néanmoins essayé au jazz avec le quatuor BBFC, fondé par Jean-François Bovard, Daniel Bourquin et Léon Francioli. Il a joué dans la fameuse pièce Musique interprétée par ce quatuor. Cette expérience donnera l'occasion à Léon Francioli de composer un morceau intitulé "En attendant Mario", en référence à Alberti.